# 北安戰鬥
北安戰鬥發生於1931年10月13－18日，地點則是在中國黑龍江北安戰鬥。是抗日戰爭時期的主要戰鬥之一，交戰一方為國民革命軍，一方為日軍。而兩軍參與者為馬占山之于兆麟旅及張海鵬（前洮遼鎮守使），最後，馬占山之于兆麟旅獲勝。张海鹏败退，离开北安.